# La Roue Tourangelle 2006
La Roue Tourangelle 2006, quinta edizione della corsa e valida come evento dell'UCI Europe Tour 2006 categoria 1.2, si svolse il 19 marzo 2006 su un percorso totale di circa 192 km. Fu vinta dal russo Sergej Kolesnikov che terminò la gara in 4h44'12", alla media di 40,535 km/h.
Partenza con 176 ciclisti, dei quali 98 portarono a termine la gara.

## Squadre e corridori partecipanti
| N.      | Cod. | Squadra                    |
| ------- | ---- | -------------------------- |
| 1-8     |      | Vendée U-Pays de la Loire  |
| 11-18   | LPM  | La Pomme Marseille         |
| 21-28   |      | CC Marmande                |
| 31-38   | ODM  | Omnibike Dynamo Moscow     |
| 41-48   |      | Belgio (bandiera)          |
| 51-58   | KCT  | Kalev Chocolate Team       |
| 61-68   | CCD  | Continental CT Differdange |
| 71-78   | VAN  | Cycle Racing Team Vang     |
| 81-88   | ATO  | Atom                       |
| 91-98   | DUJ  | Duja-Tavira                |
| 101-108 | DES  | Team Designa Køkken        |
| 111-118 |      | Roubaix-Lille Métropole    |

| N.      | Cod. | Squadra                           |
| ------- | ---- | --------------------------------- |
| 121-128 |      | UC Châteauroux-Fenioux            |
| 131-138 |      | Cotes D'Armor Cyclisme            |
| 141-148 |      | EC Saint-Etienne-Loire            |
| 151-158 |      | Súper Sport 35-AC Noyal-Châtillon |
| 161-168 |      | UC Sablé                          |
| 171-178 |      | Entente Sud Gascogne              |
| 181-188 |      | CA Mantes-La Ville                |
| 191-198 |      | Blois Cac 41                      |
| 201-208 |      | Saint Cyr Tours Val de Loire      |
| 211-218 |      | RO Saint-Amand Montrond           |
| 221-228 |      | CG Orléans-Loiret                 |

## Ordine d'arrivo (Top 10)
| Pos. | Corridore         | Squadra       | Tempo    |
| ---- | ----------------- | ------------- | -------- |
| 1    | Sergej Kolesnikov | Dynamo Mosca  | 4h44'12" |
| 2    | Mikel Gaztanaga   | Atom          | s.t.     |
| 3    | Michael Reihs     | Designa Køk.  | a 21"    |
| 4    | Valery Valynin    | Dynamo Mosca  | s.t.     |
| 5    | Nicolas Rousseau  | France Pours. | s.t.     |
| 6    | Morten Knudsen    | Differdange   | s.t.     |
| 7    | Cédric Barre      | Chateauroux   | a 43"    |
| 8    | Julien Gonnet     | Cotes D'Armor | s.t.     |
| 9    | Thierry David     | La Pomme Mar. | s.t.     |
| 10   | Gaylord Cumont    | EC St Etienne | s.t.     |